# Персіваль
Персіваль (фр. Perceval, нім. Parzival, англ. Percyvelle), також відомий як Парцифаль — герой куртуазного епосу, творить одну з гілок сказання про короля Артура та його лицарів, входить до циклу романів Круглого столу.

## Переклади
Найважливішими з обробок сюжету є:
- Французький віршований роман "Персеваль, або Повість про Грааль", яку розпочав, але не закінчив Кретьєн де Труа (помер бл. 1180) і продовжений поетами XIII століття Вош'є де Дененом, Манессьє і Жербетом де Монтрейлем.
- Німецька переробка сюжету — "Парціфаль" Вольфрама фон Ешенбаха (бл. 1210).
- Пізніші прозові французькі романи XIII — XIV століття — "Perceval le Gallois" або "Perlesvaus".
- Середньоанглийська метрична обробка XV століття — "Sir Percyvelle of Galles".
- Одна з валлійських повістей, що входить до складу Мабіногіона XIII століття — "Peredur ар Efrawc".

Значне число рукописів, що дійшли до нас і відносяться до тієї ж епохи перекладів на інші європейські мови (голландську, ісландську), свідчить про величезну популярність сюжету.

## Опис класичного сюжету

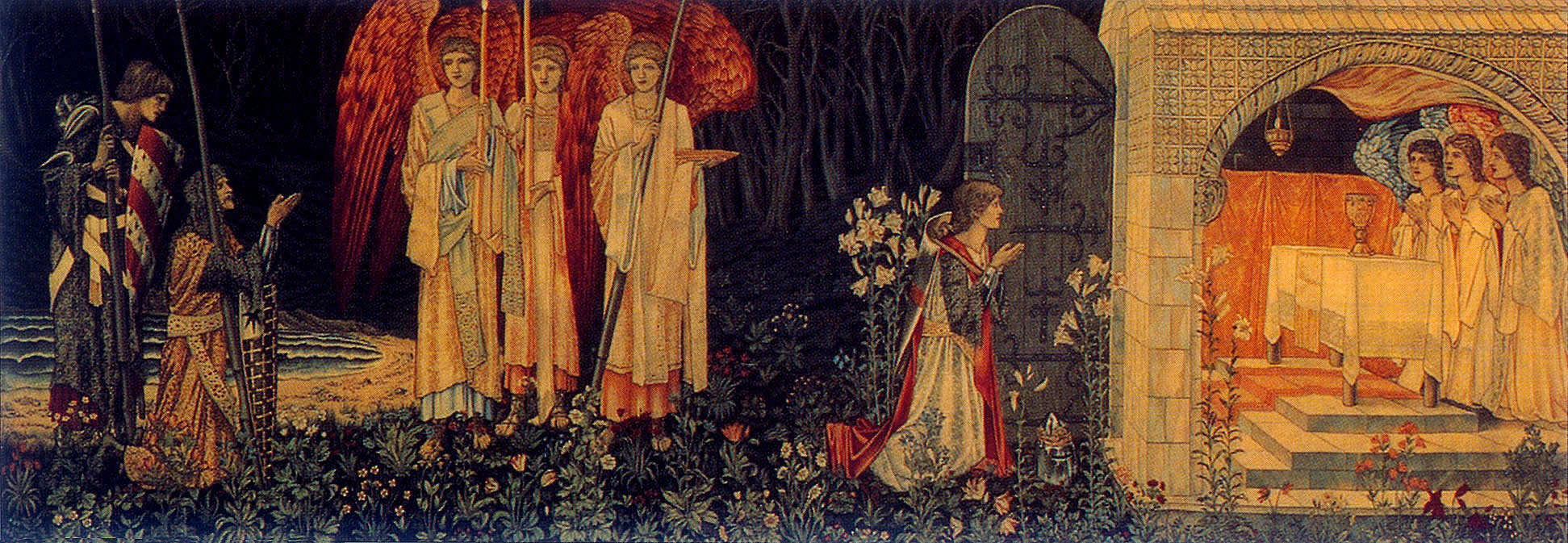
Ґалахад, Борс і Парцифаль перед Святим Ґраалем. Едвард Берн-Джонс, міський музей Бірмінгема

Уже в першій з тих, що дійшли до нас, обробці — незакінченій "Оповіді про Грааль" Кретьєна де Труа — роман представляє складне багаточленне фабульне ціле, в якому поєднуються дві сюжетні лінії:
- перша — історія «простака» Парцифаля, вихованого в лісовому усамітненні, юнака, обдарованого лицарськими чеснотами, але позбавленого лицарської куртуазії, що переживає ряд напівкомічних пригод і важко засвоює правила справжнього лицаря;

- друга — історія пошуків Святого Ґрааля — загадкового талісмана, що зберігається в таємничому замку, з володаря якого Парцифалю судилося зняти закляття, що тяжіє над ним.

## Аналіз

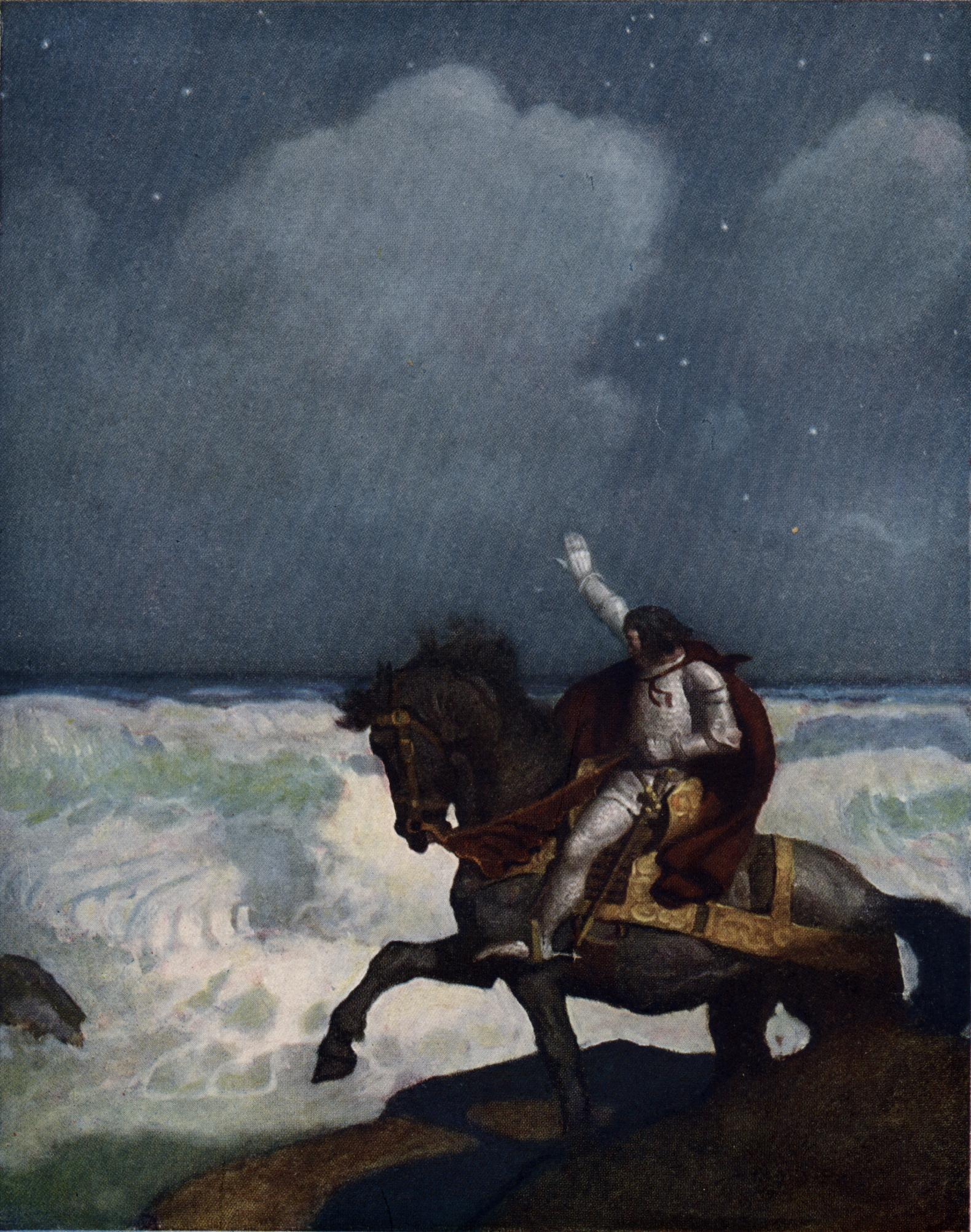

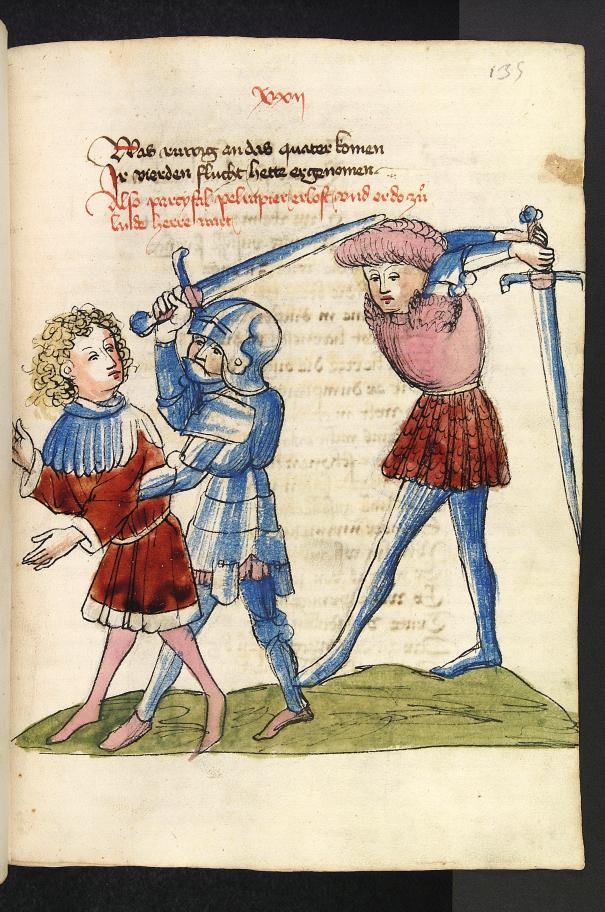
Персіваль і Кондвірамур

Саме ця остання сюжетна лінія, в якій схрещуються елементи кельтських дохристиянських міфів з мотивами християнської містики, отримує особливий розвиток у подальшій історії роману; вже у Вольфрама вона використовується для прославлення організації лицарських орденів (у першу чергу храмівників), надалі ж ця частина сюжету отримує самостійний розвиток, зливаючись з апокрифічною історією Йосипа Ариматейського і розростаючись у величезний цикл романів про святий Ґрааль (найважливіші обробки: вже згаданий вище прозовий роман «Perceval le Gallois» XIII століття, прозаїчний «Perceval» з колекції A. Firmin-Didot, прозова ж «Queste de St. Graal», «Le grand St. Graal» і пізніші їх переробки різними європейськими мовами), в якому Парцифаль грає вже другорядну роль або зовсім поступається місцем лицареві-аскету — невинному Ґалахадові, синові грішного, але найбільшого з лицарів — Ланцелота. У XIX столітті історію Парцифаля драматизував у своїй однойменній музичній драмі Ріхард Вагнер.
Література про Парцифаля величезна, збігаючись у значній своїй частині з літературою усього циклу романів Круглого столу. Складна структура сюжету Парцифаля при пануючих медієвістичних методах дослідження — філологічному та порівняльно-історичному — не могла не викликати запеклих суперечок, основними пунктами яких є: питання про джерела окремих елементів сюжету, особливо питання про первинне значення Ґрааля, питання про первісну форму сюжету (зокрема про співвідношення французьких і німецьких версій) і питання про місце зародження сюжету.

## Висновок
Як не корисні ці дослідження для з'ясування окремих джерел Парцифаля, зокрема для з'ясування взаємин кельтських і французьких, дохристиянських і християнських елементів у його цілому, вони все ж відводять нас від справжніх пам'яток з їхнім складним, актуальним для лицарства XII–XIV століть вмістом в область схематичних реконструкцій. Засвідчений цикл Парцифаля з його сублімацією лицарства як спокутника людства, з його густим нашаруванням позацерковної, позаритуальної апокрифної містики, з його пафосом аскези поступово витісняє спочатку проникаюче сюжетну лінію Парцифаля більш мирське прославляння лицарської куртуазії, чекає ще своєї історії.
У 1982 році Міжнародний Астрономічний Союз присвоїв кратеру на супутнику Сатурна Мімасі найменування Парцифаль.